# Branovački
Porodica Branovački (ugarski Branovaczky) je stara vojvođanska porodica, prisutna  na tlu Bačke još pre Velike seobe Srba pod Patrijarhom Arsenijem III Čarnojevićem; ona pripada srpsko-ugarskom vojnom plemstvu i kao takva vodi poreklo iz grada Sente, na reci Tisi. Plemstvo je stečeno polovinom 18. veka, tačnije 1751. godine, voljom carice Marije Terezije, zahvaljujući zaslugama graničarskog husarskog oficira Subote Branovački (Subotica, 1701 - Senta, 1775).

## Poreklo
Poreklo porodice se najbolje može ispratiti sagledavanjem starih popisa sa tla Bačke:
Prvi plemeniti, poručnik Subota Branovački, se pominje već u popisu Potiskog krunskog distrikta iz 1756. godine, ali se u popisima Sente i Starog Bečeja iz 1720. prezime Branovački ne pojavljuje. Ipak u popisu Subotice sastavljenom te godine zabeležena su tri domaćina sa prezimenom Branovčanin. Najverovatnije je u pitanju starija varijanta prezimena Branovački.
Tada su popisani: 
- Teša Branovčanin kaplar (desetar) u prvoj konjičkoj jedinici u Subotici (compania prima equestris ordinis … corporalis Thesa Branovsanin, Thesa Branocsanin),

- Cvejo Branovčanin pripadnik iste vojne jedinice (Czvejo Branovcsanin)

- David Branovčanin vojnik graničar u tamošnjoj pešadijskoj jedinici (compania pedestris ordinis… David Branovtsanin manuarius, David Bravnotsanin),

- Radonja Branovčanin, koji se pominje nešto kasnije, u periodu između 1724. i 1732. godine, među priložnicima pravoslavne veroispovesti u Subotici.

Danas se ne može pouzdano reći, koji je od ovih Branovačana neposredni predak senćanske porodice Branovački, ali se može pretpostaviti, da bi to najpre mogao biti pomenuti kaplar Teša Branovčanin, koji je bio oficir (podoficir), kao i Subota Branovački. 
Preci Branovačkih su se iz Subotice u Sentu i Stari Bečej preselili oko 1743. godine. Najverovatnije zato što je tada Subotica izgubila status mesta vojne granice i postala komorska varoš. Veći broj graničarskih (vojničkih) familija se preselio, povodom toga, u Šajkašku ili u druga mesta Potiskog distrikta koja su još uvek imala graničarski status. Navedeni popis Subotice iz 1720. godine je najstariji poznati dokument, u kome se navode imena predaka porodice Branovački. Toponomastičko prezime ove familije, kao i njegova starija varijanta (Branovčanin) svedoče o daljem poreklu Branovačkih iz mesta Branjevo (Branjovo). Ovo mesto je možda identično sa selom „Brano“ koje se pominje još 1543. godine pod turskom vlašću. Branjevo se nalazilo između Bikića i Mateovića, u mađarskom delu Bačke, istočno od Baje. Ono je oko 1650. godine zabeleženo kao naseljeno mesto, ali se 1735. godine pominje kao pustara. Naselje je najverovatnije opustelo već pre 1715. godine, pošto se u popisima Bačke iz 1715. i 1720. godine ne pominje. Iz Branjeva su se u Suboticu, negde na prelazu iz 17. u 18. vek, nesumnjivo preselili preci Branovačkih (Branovčana). S obzirom da su preci Branovačkih još na prelazu iz 17. u 18. vek iseljeni iz Branjeva, a njihovo prezime je bilo formirano upravo po tom mestu, može se osnovano pretpostaviti, da su oni živeli u Branjevu još pre Velike seobe Srba pod patrijarhom Arsenijem III Čarnojevićem 1690. godine.

## Plemstvo
Plemstvo je dodeljeno dvoje ogranka porodice u 1751. godine kada je carica Marija Terezija donela odluku, da se raspusti Potiska vojna granica i da se na njenom mestu osnuje Potiski krunski distrikt. Ovu odluku je podržao jedan broj graničarskih oficira, dok su se oni graničari, koji nisu želeli da žive u novoosnovanom distriktu iselili. Tom prilikom je veći broj oficira u Potisju, koji su podržali caričinu odluku, dobio plemstvo. Pored titule, oni su dobili i kuće i nešto zemljišnih poseda (poručnici su tada dobijali po 58 lanaca zemlje), ali bez podložnika. Među ovim oficirima su
bili Subota i Mihajlo Branovački:
- Subota Branovački, poručnik u Senti, dobio je 28. februara 1751. godine, zajedno sa članovima svoje uže porodice, plemićki list i grbovnicu, darovnica je izdata u Beču 1758, a plemstvo proglašeno u Bačkoj županiji 1775. godine. Sa njim su plemstvo dobili: njegova supruga Marija rođena Žarković, kao i njihova deca Jakov, Pavle, Đorđe, Gavrilo, Marko, Jovan, Marta, Simeon – koji je svakako bio identičan sa gospodarom Simeonom Branovački, umrlim 1825. godine – i, možda, Petar Branovački (Petar Branovacski), jedan od Srba članova opštinske uprave u Senti, koji se pominje 1768. godine, i koji je verovatno jedan od Subotinih mlađih sinova ali svakako bio član njegove uže porodice. Uz plemicku povelju Subota je dobio i 44 lanca zemlje u Bečeju. Poručnik Subota Branovački se pominje i u popisu plemića Potiskog krunskog distrikta iz 1756. godine (specificatio nobilium in Inclyto coroniali districtu Tybisciano… Szentha… Subota Branovacsky leüd).

- Mihajlo Branovački, potporučnik u Starom Bečeju, takođe je u Beču 28. februara 1751. godine dobio plemićki list i grbovnicu, koji su se odnosili i na članove njegove uže familije; darovnica na posede izdata mu je 1758. godine u Starom Bečeju. Tada su Mihajlovu porodicu činili njegova supruga Marija rođena Miletonović i njihova ćerka Ana. Nema podataka o Mihajlovom daljem potomstvu, kako iz 18. veka, tako ni iz kasnijeg perioda, kao ni o nekim starijim Branovačkim u Bečeju uopšte. Svi današnji ogranci porodice Branovački, po svemu sudeći, vode poreklo od Subote Branovačkog, odnosno iz Sente.

## Istaknuti članovi
Branovački su porodica koja je dala veći broj istaknutih članova; sledi spisak samo nekih od onih koji su nosili ovo prezime i ostali zapamćeni u istoriji:
- Subota Branovački, rođen je u Subotici 1701. godine, a preminuo u Senti oko 1775. Bio je lajtant (poručnik), pa plemić. Vojno-graničarsku karijeru većim delom ostvario je u čancu Subotici u Potiskoj vojnoj granici i to svakako posle 1720. godine. Tada se u popisu subotičkih graničara u husarskoj kompaniji nalaze imena dvoje kaplara sa prezimenom Branovačanin - Teša i Cveja; jedan od njih bio je otac Subote Branovačkog. Oficirski čin - lajtant (poručnik), stekao je 28. X 1738, dekretom komandanta Potiske vojne granice, generala Piosaska. Komandant pomenute husarske kompanije bio je kapetan Jakob Sučić pod kojim je Branovački učestvovao u ratu u Srbiji protiv Turaka 1737 - 1739, u gušenju pobune Vlaha (Rumuna) u istočnom Banatu 1738, kao i u demoliranju Beogradske tvrdjave 1739 - 1740. Posle toga 1742, upućen je na ratište u Bavarsku protiv Bavarca i Francuza. Kad je 1745. došlo do isključenja Subotice iz Vojne granice, sa većinom drugih Srba napustio je rodno mesto i prešao u Sentu u kojoj je tada kao oficir ostao do ukidanja Potiske vojne granice (1750). Tada se odrekao vojnog statusa i pod imenom Subota Suljin izjasnio za prelazak u civilni, provincijalni status. Sledeće godine (1751), postao e stanovnik novostvorenog Potiskog krunskog distrikta, dobivši kao nagradu kurijalni plemićki posed od 58 lanaca zemlje i titulu ugarskog plemića. Pored njega plemstvo je dato supruzi Mariji Žarković i sinovima. Kao bivši lajtant unet je u popis plemića kurijalista Bačke županije, nastanjen u komorskom trgovištu Senti.

- Jovan Branovački, austrijski general-major, sin poručnika Subote, rođen je 1754. i umro 1816, u Banatu. U Austrijsko-turskom ratu (1787—1791) kao poručnik komandovao je frajkorom koji je u Srbiji bio poznat kao Frajkor Branovačkog. Istakao se 1788-1789. smelim prodorima u tursku pozadinu i zauzimanjem Poreča, Sipa, Kladova i Negotina, zbog čega je unapređen u čin majora. Za freme Francuskih revolucionarnih ratova, posle pogibije pukovnika Mihaila Mihaljevića 1794. godine, unapređen je u čin potpukovnika i postavljen za komandanta Srpskog frajkora koji se istakao u borbama kod Kajzerslauterna i Majnca 1795. godine. U čin pukovnika unapređen je 1801. godine i postavljen za komandanta Ogulinskog graničarskog puka s kojim je učestvovao u Napoleonovim ratovima.

- Stevan Branovački, advokat i novosadski gradonačelnik, rođen je u Senti 1. juna 1804. godine. Završio je pravo i postao je advokat, a potom je službovao u Magistratu Potiskog distrikta. Posle toga je postao predsednik Okružnog suda u Novom Sadu. Godine 1861. je izabran za poslanika u Pešti. Jedno vreme je bio upravnik novosadskog Narodnog pozorišta. Početkom 1865. postao je potpredsednik Matice srpske, a od 1872. i njen predsednik. Umro je 1880. godine.

- Evgen (Đena) Branovački, sin Stevanov, bio je poznati dobrotvor, zajedno sa svojom suprugom Persidom (Idom), sestrom Joce Vujića iz Sente. Pored Đene, Stevan je imao i ćerke Milicu i Sofiju. Prva je bila udata za Gavrila Jovanovića, prijatelja Svetozara Miletića, a druga za Vladimira Budajia, potomka stare srpske plemićke porodice iz Komorana. Iako se u literaturi nailazi na podatak da Đena Branovački nije imao dece, ipak se može osnovano pretpostaviti, da je njegov sin bio Momčilo Evg. Branovački, koji je umro 14. juna 1937. godine.

- Simeon Branovački, veleposednik, umro je u 63. godini u Senti 9. aprila 1825. godine i sahranjen je „istočno od južnih vrata“ tamošnje pravoslavne crkve. Njegova nadgrobna ploča se očuvala do naših dana.

- Georgij Branovački je zajedno sa svojom decom, Hristiforom, Jelenom i Georgijem postavio nadgrobnu ploču „istočno od južnih vrata“ crkve u Senti svojoj supruzi Melaniji Branovački, rođenoj „ot Stojanović“ (bila je, dakle, rođena plemkinja). Umrla je 13. januara 1835. u 32. godini, nakon 13 godina provedenih u braku sa Georgijem.

- Teodor-Toša Branovački (1834–1919), učitelj u Senti i jedan od prvih arheologa i etnologa u Vojvodini.

Između ostalih pomena ove porodice tokom 19. veka, vredi navesti i one u očuvanim matičnim knjigama Šajkaške oblasti (južno od Sente). Članovi ove porodice pominju se u navedenim maticama, sa naznakom da su iz Sente (1850. godine), a pominju se i u Žablju (3 puta tokom 1874. godine). U somborskim pravoslavnim matičnim knjigama se, opet, Branovački navode u periodu između 1834. i 1841. godine. Danas u Somboru nema članova ove porodice.

## Literatura
- Vasa Stajić, Novosadske biografije iz Arhiva Novosadskog magistrata, sveska prva, A – J, Građa za istoriju Novog Sada, knjiga druga, Novosadske biografije, Novi Sad 1936, 96; Dušan J. Popović, Srbi u Bačkoj do kraja osamnaestog veka, istorija naselja i stanovništva, S.A.N.U, Posebna izdanja, knj. CXCIII, Etnografski institut, knj. 3, Beograd 1952, 143.
- Stajić, Novosadske biografije 1, 101 – 102; Vasa Stajić, Novosadske biografije, sveska sedma, Dopune i ispravke, Matica srpska, posebna izdanja, Novi Sad 1964, 17; Popović, Srbi u Bačkoj, 143.
- Petar Momirović, Stari srpski zapisi i natpisi iz Vojvodine, knj. 3, Matica srpska, Pokrajinski zavod za zaštitu spomenika kulture Vojvodine, Novi Sad 1996, 92 (natpis br. 4246).
- Momirović, Stari..., knj. 3, 162 (natpis br. 4592).
- Momirović, Stari..., knj. 3, 237 (natpis br. 4991).
- Petar Momirović, Stari srpski zapisi i natpisi iz Vojvodine, knj. 4, Matica srpska, Pokrajinski zavod za zaštitu spomenika kulture Vojvodine, Novi Sad 2000, 168 (zapis br. 6718), 198 – 199 (zapis br. 6885).
- Gordana Vuković, Ljiljana Nedeljkov, Rečnik prezimena Šajkaške (18. i 19. vek), Filozofski fakultet u Novom Sadu, Institut za južnoslovenske jezike, Novi Sad 1983, 84; Milenko Beljanski, Somborske porodice, Sombor 1969, 94, 143.
- Viktor Anton Duišin, Dušan J. Popović, Plemićke porodice I, Vojvodina II, Novi Sad 1939, 139; Dušan J. Popović, Srbi u Vojvodini, knjiga treća, Od Temišvarskog sabora 1790. do Blagoveštenskog sabora 1861, Matica srpska, Novi Sad 1990, 82.
- Duišin, Popović, 139; Popović, Srbi u Vojvodini 3, 82; Slavko Gavrilović, Ivan Jakšić, Građa za privrednu i društvenu istoriju Bačke u 18. veku, S.A.N.U, Zbornik za istoriju, jezik i književnost srpskog naroda, Drugo odeljenje – spomenici na tuđim jezicima, knj. XXV, Beograd 1986, 97, 381.
- Duišin, Popović, 139; Popović, Srbi u Vojvodini 3, 82.
- Dušan J. Popović, Srbi u Vojvodini, knjiga druga, Od Karlovačkog mira 1699. do Temišvarskog sabora 1790, Matica srpska, Novi Sad 1990, 433; Popović, Srbi u Bačkoj, 59.
- Živan Sečanski, Popisi stanovništva Bačke tokom osamnaestog veka, građa za istoriju naselja i stanovništva, S.A.N.U, Posebna izdanja, knj. CXCIII, Etnografski institut, knj. 3, Beograd 1952, 252, 333, 374 - 376; Ivan Jakšić, Iz popisa stanovništva Ugarske početkom 18. veka (I), Vojvođanski muzej, Povremena izdanja, Prilozi i građa 3, Novi Sad 1966, 346; Dimitrije Ruvarac, Bačka eparhija 1724 – 1732. i 1773, Arhiv za istoriju Srpske pravoslavne karlovačke mitropolije, god. I, Sremski Karlovci 1911, 30.
- Stajić, Novosadske biografije 1, 100; Popović, Srbi u Bačkoj, 78, 143, 152 - 153.
- Popović, Srbi u Bačkoj, 83; podaci sa internet prezentacije www.arcanum.hu/mol
- Popović, Srbi u Bačkoj, 83.

## Spoljašnje veze
- Aleksandar Bačko: Plemićka porodica Branovački (23. oktobar 2015)